# Abies firma
Abies firma é uma árvore do gênero Abies nativa do centro e do sudeste do Japão, que cresce entre altitudes baixas e moderadas de 50 a 1900 metros. Atinge cerca de 50 metros de altura e 2 metros de diâmetro e é também utilizada para fins ornamentais. Faz parte da seção Momi. O período de floração se estende de abril a maio. O estado de conservação da espécie é pouco preocupante. Ocorre naturalmente em colinas e montanhas com solos de origem vulcânica, aluvial e mésica com precipitação anual de mil milímetros no Japão, de temperaturas mornas a geladas, nas ilhas de Honshu, Kyushu, Shikoku, e Yakushima.
Abies firma é a espécie de abeto mais comum do sul do Japão e é considerada uma árvore importante por sua madeira. A madeira é leve, suave e com nervura reta e fácil de trabalhar, embora requeira cuidados para evitar deformações. A madeira tem diversos usos, mas maiores quantidades são convertidas em polpa para fazer papel. Sua silvicultura é comum apenas no Japão, noutros lugares é utilizada apenas como árvore ornamental ou é plantada em viveiros de plantas ou em jardins botânicos. Requer condições climáticas moderadamente frias e com chuvas abundantes.

## Descrição
A espécie tem cerca de 50 metros de altura e 2 metros à altura do peito. O tronco é maciço, reto, com longos galhos horizontais ou ascendentes. A casca da árvore é cinza, lisa e com bolhas de resina quando imatura; rachaduras, cortiças e escoras aparecem com a idade. Os brotos são ovoides a cônicos, ligeiramente resinosos, com casca amplamente cônicas, marrom acinzentadas, resistindo por vários anos. As folhas juvenis são bífidas, com pontas pontudas, presentes na base das árvores maduras. Os cones cilíndricos masculinos são amarelos e tem cerca de 2,5 a 3 centímetros. Os cones femininos são oblongo ovoides a cônicos, com o topo arredondado, verde com brácteas amarelas, que quando maduras adquirem uma tonalidade amarelo marrom, com 8 a 15 centímetros de comprimento e 3 a 5 centímetros de largura, é resinoso. Sementes tem entre 6 a 8 centímetros de comprimento, com um brilho marrom.